# Línia de força

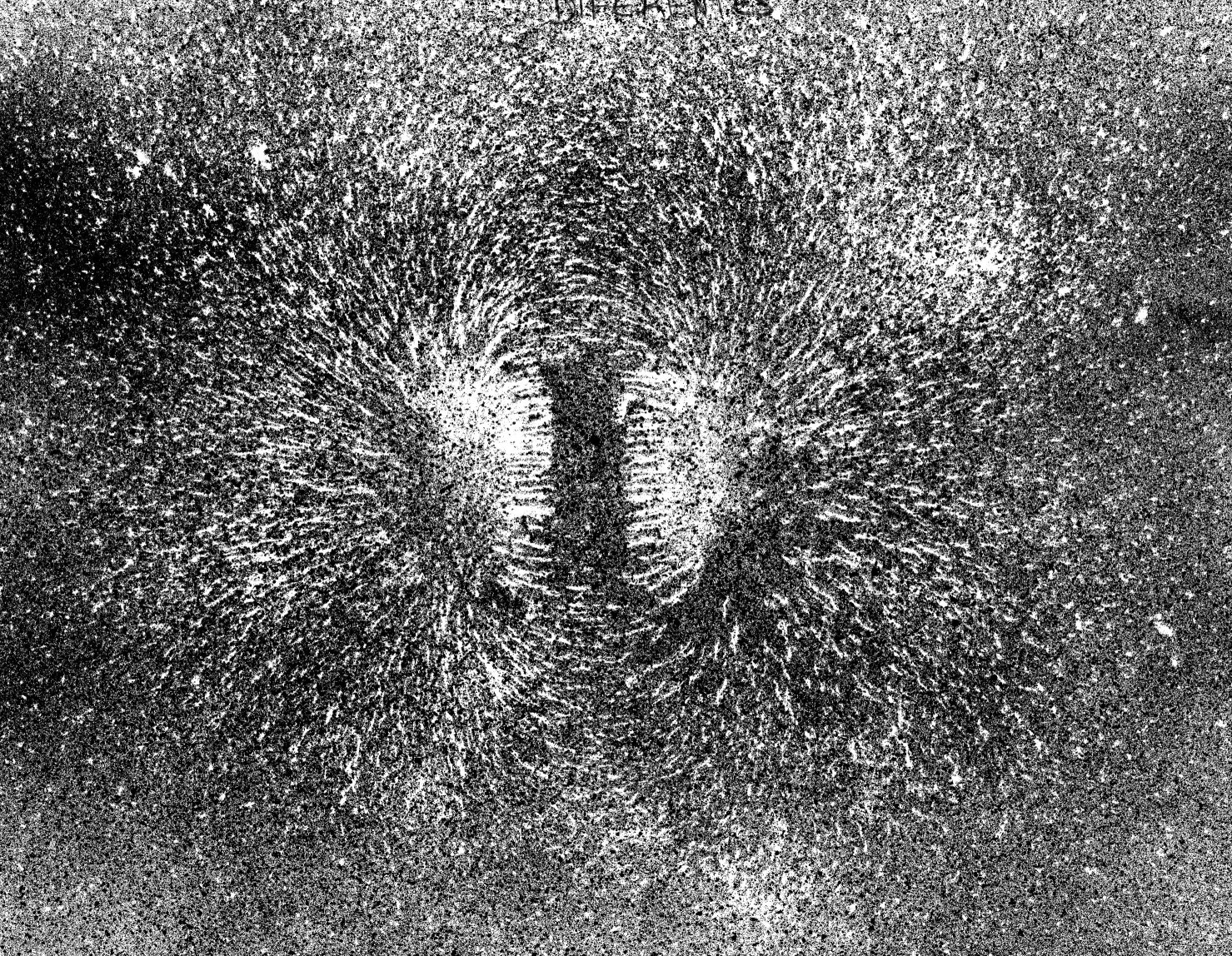
Línies de força de dues càrregues diferents, realitzades amb imants, llimadures de ferro i pintura negra en aerosol.

Una línia de força o línia de flux, en el context de l'electromagnetisme, és la corba de tangent que proporciona la direcció del camp en aquest punt. Com a resultat, també és perpendicular a les línies equipotencials en la direcció convencional de major a menor potencial elèctric. Suposen una forma útil d'esquematitzar gràficament un camp, encara que són imaginàries i no tenen presència física.
Un tub de força, també anomenat tub d'inducció electroestàtica o tub de camp, és el conjunt de les línies de força elèctrica que es mou de manera que el seu principi traça una corba tancada sobre una superfície positiva, el seu final traça una corba corresponent tancada sobre la superfície negativa, i la mateixa línia de força hi genera una superfície tubular inductiva. Aquests tubs es diuen solenoides. En angles rectes sobre el tub de força, hi ha una pressió que és un mitjà del producte del dielèctric i la densitat magnètica. Si, a través del creixement d'un camp, els tubs de força es disseminen cap als costats o en amplada, hi ha una reacció magnètica a aquest creixement en intensitat del corrent elèctric. Tanmateix, si un tub de força es mou de biaix, hi ha poca o gens de resistència que en limiti la velocitat. Els tubs de força són absorbits pels cossos que hi exerceixen el moment i la massa gravitatòria.

## Confusions comunes

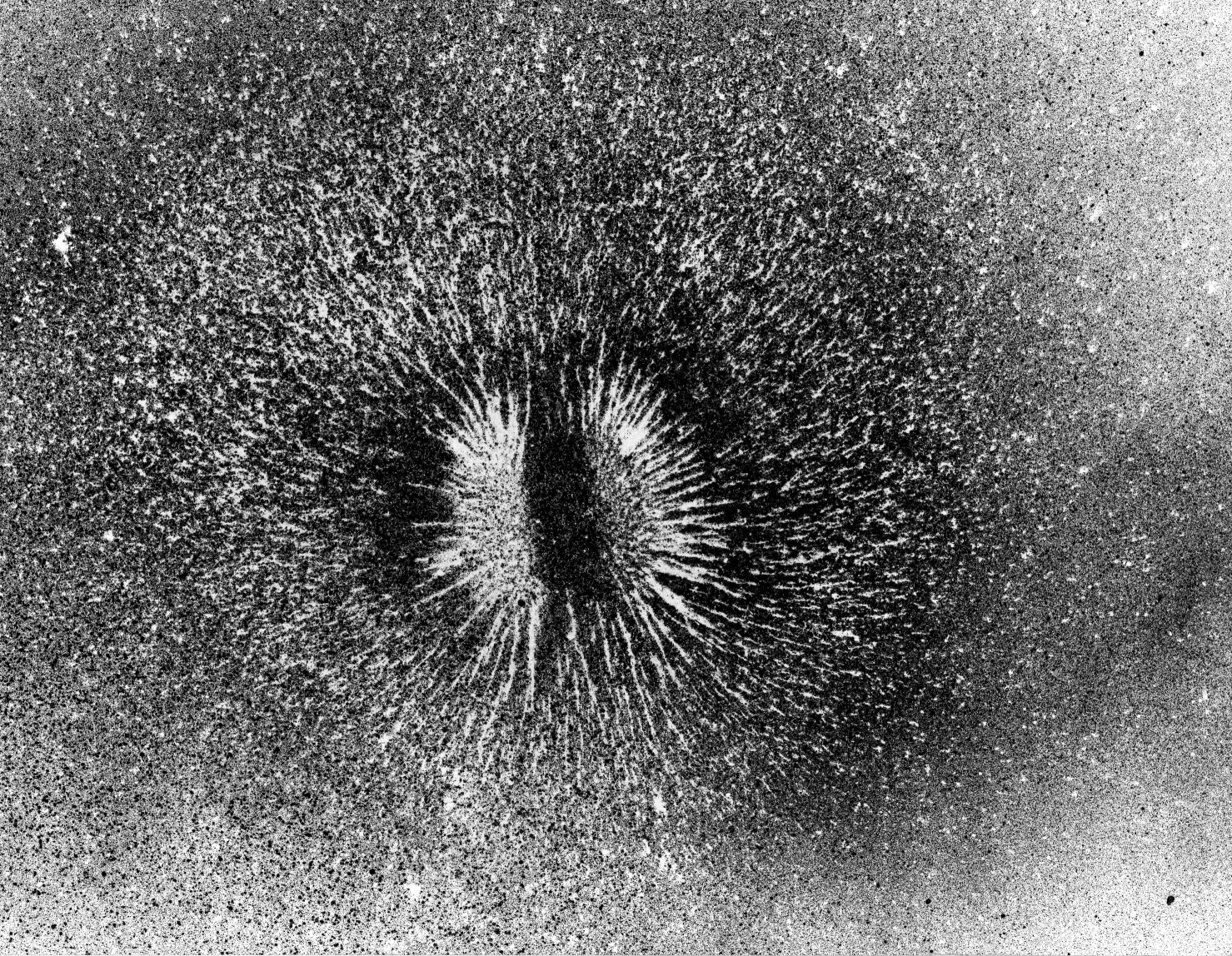
Línies de força de dues càrregues iguals, realitzades amb imants, llimadures de ferro i pintura negra en aerosol.

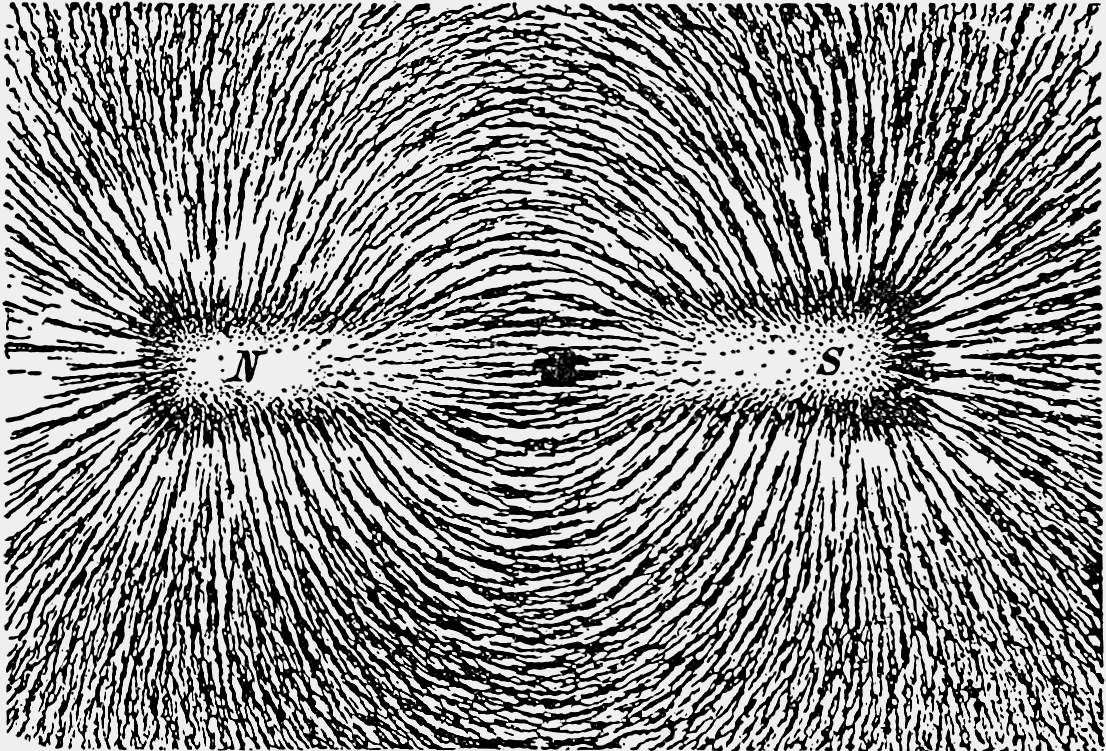
Línies de força d'un imant visualitzades mitjançant llimadures de ferro esteses sobre una cartolina.

En el context de l'electromagnetisme, se sol suposar que les línies de força tenen existència física, i fins i tot que són discretes i, per tant, almenys en principi, comptables.
Això deriva, probablement, d'una mala comprensió de l'experiment en el qual s'escampen llimadures de ferro sobre un full de paper que està col·locat sobre un imant, formant-hi línies discretes. La raó per la qual formen línies discretes no és que s'estiguin alineant amb línies magnètiques discretes preexistents, sinó que les línies de les llimadures només poden tenir l'amplada d'una partícula de ferro, i quan s'hi forma una línia, aquesta en repel·leix les altres. Per tant, el nombre de línies que es veuen i la proximitat entre aquestes depèn de la mida de les partícules de ferro.
Per empitjorar les coses, en l'obsolet Sistema CGS, hi havia una unitat de flux magnètic anomenada línia (més tard anomenada maxwell), que equivalia a 10^-8 weberia.
Quan es trenca un imant magnètic al voltant del seu eix de simetria, la gent es pregunta si les línies de força roten o no amb l'imant. La pregunta no té sentit, ja que el flux magnètic no està format per línies discretes. És equivalent a preguntar sobre un disc d'un color uniforme, si el color (és a dir, la propietat, no la capa) es trenca amb el disc. Aquesta equivocació és la que dona lloc a la paradoxa de Faraday.
Una altra confusió sorgeix quan es pensa en el que li passa a una càrrega elèctrica que es deixa en el si d'un camp elèctric. ¿Es mourà seguint una trajectòria coincident amb la línia de força sobre la qual es va deixar? Per respondre correctament, cal recordar que sobre la càrrega actua una força proporcional al camp. Si es tracta d'un camp uniforme, les línies que el representen són paral·leles i equidistants, de manera que la força tindrà la direcció d'aquestes, invariable en ser el camp uniforme. El mateix passa si el camp no és uniforme (per exemple, el creat per una càrrega puntual), però les línies que el representen són rectes. No obstant això, quan les línies associades al camp són corbes, la força és tangent a aquestes en cada punt (per ser-ho respecte al camp). Com una força no pot ser tangent a una trajectòria corba, es conclou que la càrrega no es podrà moure al llarg de la línia de força, excepte en el cas que aquesta sigui recta.